# Sutter Home Winery

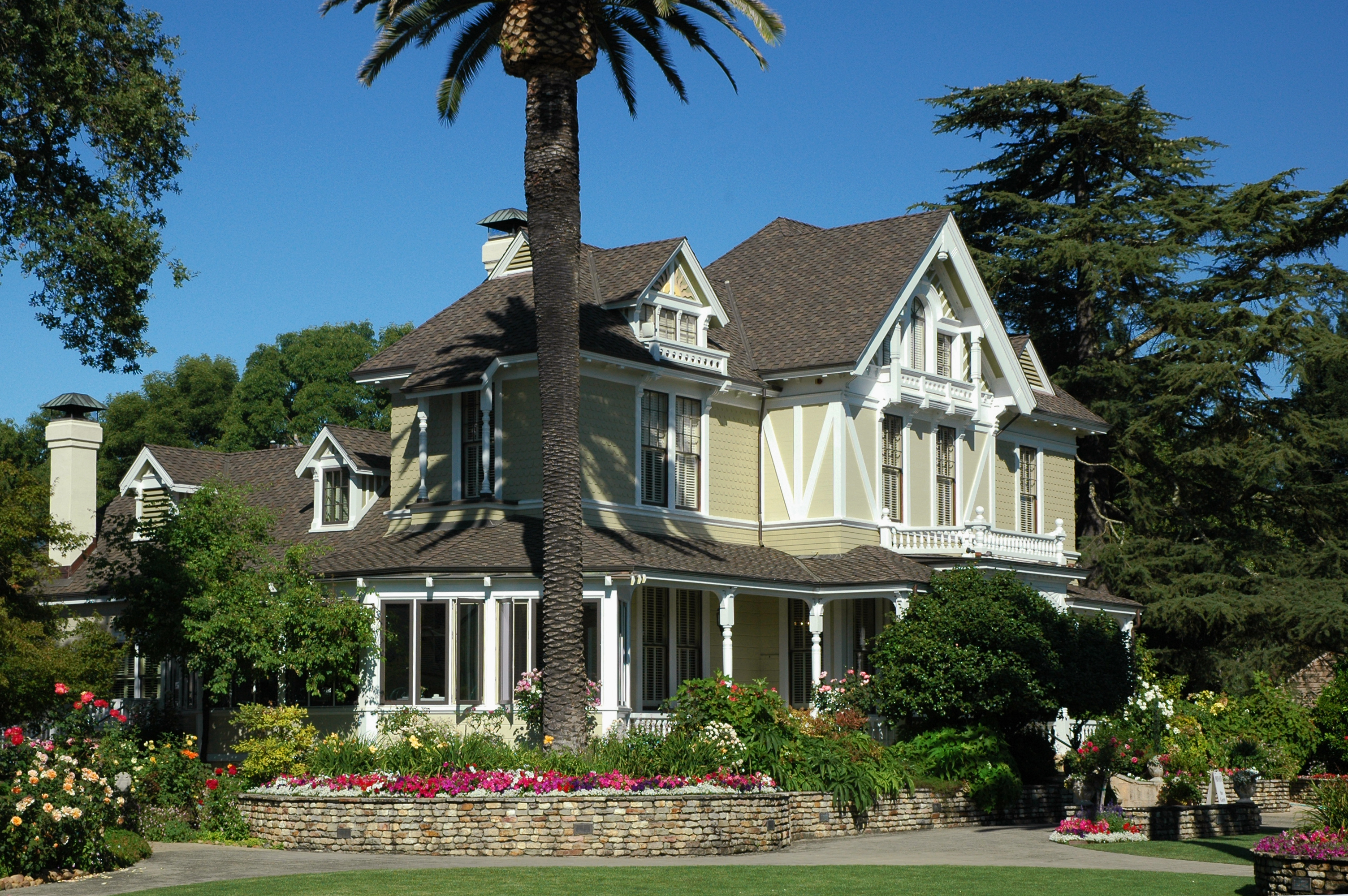
Het Victoriaanse huis van Sutter Home Winery staat afgebeeld op de wijnetiketten

Sutter Home Winery is een Amerikaans wijnhuis. Het is een van de grootste onafhankelijke familiezaken in de Amerikaanse wijnbranche. Sutter Home bevindt zich in St. Helena in Napa County (Californië). In de Verenigde Staten staat het wijnhuis vooral bekend als de bedenkers van White Zinfandel, een methode om van zinfandeldruiven een zoete roséwijn te maken.

## Geschiedenis
In 1874 richtte de Zwitsers-Duitse immigrant John Thomann een klein wijnhuis op in St. Helena in de Napavallei. Na zijn dood werden de wijngaarden en de Victoriaanse woning ernaast verkocht aan een andere Zwitserse familie, de Leunbergers. Zij doopten het wijngoed Sutter Home. Tijdens de drooglegging werd het wijnhuis gesloten. Pas in 1948 werd het verlaten wijngoed terug opgekocht, deze keer door John en Mario Trinchero, Italiaanse immigranten uit New York. Ze vernieuwden de faciliteiten en begonnen Napawijnen te produceren. In het begin verkochten ze vooral aan buren en vrienden.
In 1968 maakte Bob Trinchero, Mario's oudste zoon, een zinfandelwijn op basis van druiven uit de uitlopers van de Sierra Nevada. Een andere innovatie van Bob Trinchero was de White Zinfandel, die hij in 1972 ontwikkelde. Oorspronkelijk droeg het etiket van de wijn de naam "Oeil de Perdrix". De introductie van de wijn heeft een grote invloed gehad op de wijnconsumptie in de VS en heeft van de naam Sutter Home een begrip gemaakt. Tegen 1987 was de Sutter Home White Zinfandel was de bestverkopende premium wijn in de Verenigde Staten.
Het bedrijf wordt nog steeds door de familie Trinchero bestuurd. Sutter Home is in 2018 het op vier na grootste wijnhuis in de Verenigde Staten. Alle productie gebeurt in drie moderne faciliteiten in Napa County. De oorspronkelijke site van het wijnhuis, met de Victoriaanse woning, huisvesten nu het bezoekerscentrum.

## Wijnen
Tot het gamma van de Sutter Home Winery behoren onderstaande wijnen:
- Bubbly Moscato - mousserende wijn op basis van muskaatdruiven uit verschillende wijngaarden in Californië
- Bubbly Pink Moscato - mousserende rosé muskaatwijn uit verschillende wijngaarden in Californië
- Cabernet Sauvignon - rode wijn op basis van cabernet sauvignondruiven, vooral uit de Lodiwijnregio van Californië
- Chardonnay - witte wijn op basis van chardonnaydruiven uit verschillende wijngaarden in Californië
- Chenin Blanc - witte chenin blancwijn op basis van druiven van Californië's noordkust en de Sacramento-San Joaquindelta
- Gewürztraminer - witte wijn op basis van gewürztraminerdruiven, hoofdzakelijk uit wijngaarden in Lake County en de Sacramentodelta
- Merlot - dieprode wijn van merlotdruiven uit verschillende Californische wijnregio's
- Moscato - klassieke dessertwijn op basis van muskaatdruiven uit Californië en de rest van de wereld
- Pink Moscato - roséwijn die gemaakt wordt van muskaatwijn uit de centrale regio's van Californië, waar een beetje rosé aan toegevoegd wordt
- Pinot Grigio - licht fruitige witte wijn op basis van de pinot grigiodruif
- Pinot Noir - klassieke rode wijn van pinot noirdruiven uit de wijngaarden in de Lodiregio en de Sacramentodelta
- Riesling - aromatische witte wijn van rieslingdruiven uit de Sacramentodelta en de Lodiregio
- Sauvignon Blanc - witte wijn van sauvignon blanc uit wijngaarden in het koele noorden van Californië, de centrale valleien, de warmere uitlopers van de Sierra Nevada en de Sacramentodelta
- Sweet Red - zachte rode wijn op basis van muskaat, merlot en zinfandel, hoofdzakelijk uit de Lodiregio
- Sweet White - frisse witte wijn van muskaat, gewürztraminer, chenin blanc en Symphonydruiven, geoogst in verschillende Californische wijnregio's
- White Merlot - lichtrode wijn op basis van merlotdruiven, hoofdzakelijk uit de Deltaregio
- White Zinfandel - roséwijn op basis van rode zinfandeldruiven uit het noorden van de Sacramento- en San Joaquinvalleien
- Zinfandel - klassieke rode wijn op basis van zinfandel uit de Lodiregio en de uitlopers van de Sierra Nevada